# Дандзири-мацури

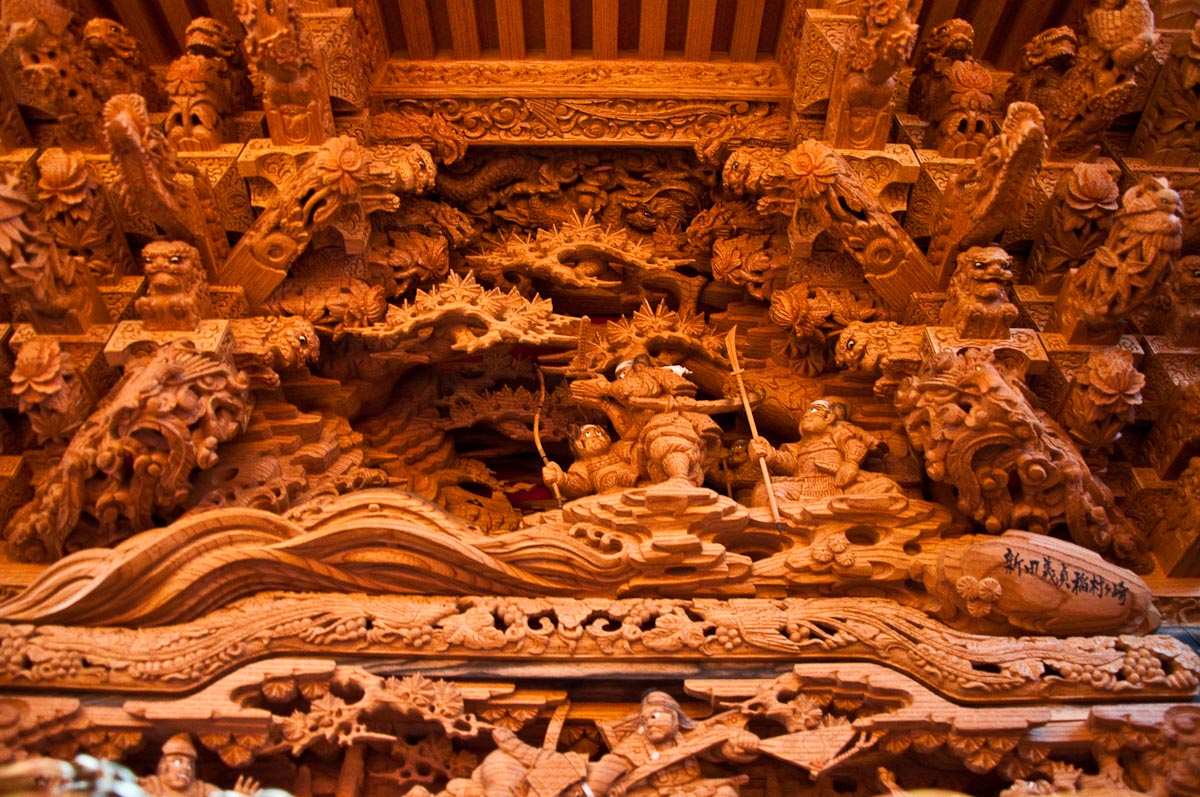
Резьба по дереву внутри дандзири. Кисивада Дандзири-мацури. 2009 год

Дандзири-мацури (яп. だんじり祭) — японские фестивали с участием «дандзири», больших деревянных телег в виде храма. Фестиваль Кисивада Дандзири-мацури является одним из самых известных праздников такого типа.

## Дандзири
Дандзири-гурума (яп. だんじり車) — большие деревянные телеги, оформленные под храм. Телеги зачастую имеют богатую и сложную резьбу. В городах фестивали проходят в нескольких кварталах одновременно, каждый со своей собственной организацией, ответственной за проведение фестиваля и создания собственной тележки. Тележка хранится на складе в течение большей части года. Дандзири оформляют сложными цветочными композициями, молитвенными карточками, украшениями и религиозными символами. Считается, что духи или боги живут в самих дандзири.

## Подготовка фестиваля
Время и место проведения фестиваля меняться из года в год и из города в город, хотя фестиваль, как правило, проводится осенью, в конце сентября или в октябре. В день фестиваля, члены городских гильдий размещают свои дандзири по улицам города, а двигают их люди в куртках хаппи и специальных головных уборах. Мероприятие сопровождается радостными криками публики и игрой на барабанах.

## Вариации
В разных городах фестиваль проводят по-разному. При этом дандзири могут различаться по размеру и стилю оформления. Некоторые из них большие и высокие, другие относительно небольшие. В одних городах тележки движутся медленно, в других их двигают как можно быстрее. Это приводит к сложностям при повороте телеги, иногда телеги даже падают на людей, которые при этом получают ушибы. Говорят, что по крайней мере один человек умирает или получает травмы из-за падения дандзири каждый год. Также бывают повреждения зданий из-за неуклюжести водителей дандзири, потому в городах популярна страховка магазинов от подобных повреждений. Кисивада Дандзири-мацури, вероятно, наиболее известный фестиваль дандзири в Японии, отличительной чертой фестиваля является быстрое перемещение дандзири и разноцветные одежды лидеров гильдии. Он привлекает тысячи зрителей каждый год.